# Pervagor janthinosoma
Pervagor janthinosoma es una especie de peces de la familia Monacanthidae en el orden de los Tetraodontiformes.

## Morfología
Los machos pueden llegar alcanzar los 13 cm de longitud total.

## Hábitat
Es un pez de mar de clima tropical y asociado a los  arrecifes de coral que vive entre 8-20 m de profundidad.

## Distribución geográfica
Se encuentra desde  África Oriental hasta Samoa, el sur del Japón, Nueva Gales del Sur (Australia) y Tonga.

## Observaciones
Es inofensivo para los humanos.